# Lumbricillus nipponicus
Lumbricillus nipponicus är en ringmaskart som först beskrevs av Yamaguchi 1937.  Lumbricillus nipponicus ingår i släktet Lumbricillus och familjen småringmaskar. Inga underarter finns listade i Catalogue of Life.